# Принц драконів
Принц драконів (англ. The Dragon Prince, в іншому перекладі «Принц-дракон») — американський телевізійний мультсеріал, створений Аароном Ехазом, Джастіном Ричмондом і який вийшов на студії Wonderstorm для трансляції на Netflix. Його прем'єра відбулася 14 вересня 2018 року. Сюжет оповідає про підлітків, які направляються до країни магії та магічних створінь — Ксадії, щоб доставити туди яйце дракона — спадкоємця короля драконів, оскільки це може запобігти прийдешній війні між людьми і ельфами.
Серіал отримав визнання критиків за сюжет, теми, вокал, анімацію та гумор. Прем'єра 1 сезону відбулася 14 вересня 2018 року. 2 сезон вийшов 15 лютого 2019 року, 3 сезон — 22 листопада 2019 року, 4 сезон вийшов 3 листопада 2022 року після трирічної перерви. Серіал продовжили ще на три сезони кожен з дев'яти епізодів. Розробка відеоігри відбувається в тому ж світі, що й серія.

## Сюжет
Колись давно дракони, люди і ельфи жили в злагоді. Однак, люди, нездатні чаклувати, відкрили новий вид магії — темну магію. Ельфи і Дракони жахнулися її, адже для цієї магії було потрібне життя будь-якого створіння, маючого в собі магію. Розлючені ельфи і дракони вирішили вигнати все людство на західну частину континенту; сам Грім, король драконів, узяв на себе обов'язок охороняти кордони і не пускати людей на схід. Так тривало наступне тисячоліття, поки люди не вбили Грома за допомогою темної магії. Світ опинився на порозі нової війни.
Дії починаються в одному з людських королівств з назвою Католіс, яке знаходиться на кордоні з Ксадією — землею драконів і ельфів. Саме солдати Католісу на чолі з магом Віреном вбили короля драконів, що охороняв кордони Ксадії, а потім вкрали яйце, єдиного спадкоємця короля драконів. Проте ельфи думають, що люди знищили і яйце, тому група опівнічних ельфів вирішує напасти вночі на покої короля, щоб вбити його і сина в знак помсти. Рейла, одна з ельфів, стикається з синами короля — Каллумом та Езраном і дізнається, що яйце насправді вціліло. Втрьох вони вирішують втекти з замку, щоб віднести яйце в Ксадію, тим самим якомога швидше запобігти можливій війні між ельфами і людьми.
Райлу, Езрана і Каллума чекають попереду небезпечні подорожі, а також їх будуть переслідувати найманці Вірена, щоб повернути яйце і вбити спадкоємців короля. Маг Вірен, позбувшись принців, сподівається сам здобути трон.

## Персонажі
- Каллум — один з головних героїв історії. Названий син короля Харроу і єдиноутробний брат Езрана, про його біологічного батька нічого не відомо.
- Рейла — місячна ельфа. Розмовляє з «шотландським» акцентом. Одна з головних героїнь. Спочатку разом зі своєю командою мала вбити короля Харроу і Езрана. Незважаючи на те, що навчалася бути вбивцею, дуже добра і не вирішується когось або щось знищити.
- Езран — один з головних героїв. Він єдиноутробний брат Каллума і син Харроу, законний спадкоємець трону. Веселий і добродушний хлопець.
- Вірен — радник короля Харроу і могутній темний маг, який убив короля драконів. Хоча він і показує себе як вірного помічника Харроу, після смерті короля забажав сам зійти на трон і наказав своїм дітям відшукати і вбити Каллума і Езрана та повернути собі яйце.
- Рунаан — місячний ельф. Стояв на чолі групи ельфів-вбивць і особисто вбив короля Харроу. Однак після цього його ув'язнив у в'язницю і катував Вірен. Він, неспроможний добитися від нього будь-якої потрібної інформації, заточив його душу в артефакті.
- Клавдія — донька Вірена. Добродушна дівчина з почуттям гумору. Проте вона є могутньою темною відьмою і правою рукою Вірена. Отримала разом з Сореном завдання повернути яйце дракона і спадкоємців.
- Сорен — син Вірена, майстерно володіє мечем. Періодично насміхався над Каллумом. Отримав таємне завдання від Вірена — знайти і вбити головних героїв.
- Харроу — король Католісу. Гордий і добродушний правитель. Батько Езрана, хоча він також любить і свого названого сина Каллума. Вбитий ельфом Рунааном.
- Амая — генералка, молодша сестра покійної королеви і тітка Каллума і Езрана. Служить на віддаленій заставі Пролом. Після подій в зимовому будиночку займається пошуком головних героїв.
- Азімондіас — Син короля драконів і спадкоємець престолу, вилупився з яйця в кінці першого сезону. Назвала його так мати, нашіптуючи яйцеві це ім'я.
- Ааравос — таємничий зоряний ельф, що з'явився по той бік чарівного дзеркала Вірена. Не ясно, які його справжні мотиви, проте він зацікавлений допомогти Вірену в його грандіозних задумах.
- Ґрен — помічник генералки Амаї, знаходиться в полоні у Вірена, прикутий ланцюгами до стіни, проте продовжує зберігати оптимістичний настрій, чим дивує свого ув'язнителя.
- Корвус — підлеглий генералки Амаї, посланий їй на пошуки принців. Відданий законному королю Католіса, яким після смерті батька стає Езран.

## Сюжет
Над сценарієм серіалу працювали Джастін Річмонд і Аарон Ехаз, відомий також за свою участь у створенні сценарію до анімаційного серіалу «Аватар: Легенда про Аанга», а також комедійному мультсеріалу «Футурама». Річмонд і Ехаз заснували в 2017 році нову студію Wonderstorm для роботи над новим спільним проєктом. Джанкарло Вольпе, режисер серіалу «Аватар», також вирішив виступити виконавчим продюсером в новому проєкті. Анімація в серіалі використовує сіл-шейдинг — ефект комп'ютерної анімації, що імітує двовимірну. Частота кадрів була знижена, як у класичній, двовимірній анімації. Творці бажали створити інноваційний стиль, що поєднує в собі елементи тривимірної графіки і класичної, промальованої анімації.

## Таблиця сезонів
| Book | Name   | Епізоди | Епізоди | Оригінальний випуск | Оригінальний випуск | Сага              |
| ---- | ------ | ------- | ------- | ------------------- | ------------------- | ----------------- |
| 1    | Місяць | 9       | 9       | 14 вересня 2018     | 14 вересня 2018     | Принц дракона     |
| 2    | Небо   | 9       | 9       | 15 лютого 2019      | 15 лютого 2019      | Принц дракона     |
| 3    | Сонце  | 9       | 9       | 22 листопада 2019   | 22 листопада 2019   | Принц дракона     |
| 4    | Земля  | 9       | 9       | 3 листопада 2022    | 3 листопада 2022    | Таємниця Ааравоса |
| 5    | Океан  | 9       | 9       | 22 липня 2023       | 22 липня 2023       | Таємниця Ааравоса |

## Список серій

### Книга 1: Місяць (2018)
| № серії (загалом) | № серії (в сезоні) | Назва серії         | Режисер(и)       | Сценарист(и)                 | Оригінальна дата виходу |
| ----------------- | ------------------ | ------------------- | ---------------- | ---------------------------- | ----------------------- |
| 1                 | 1                  | «Відлуння грому»    | Джанкарло Вольпе | Аарон Ехаз & Джастін Річмонд | 14 вересня 2018         |
| 2                 | 2                  | «Що зроблено»       | Джанкарло Вольпе | Аарон Ехаз & Джастін Річмонд | 14 вересня 2018         |
| 3                 | 3                  | «Схід місяця»       | Джанкарло Вольпе | Девон Гіл і Ієн Гендрі       | 14 вересня 2018         |
| 4                 | 4                  | «Кровожерний»       | Вілли Спангсберг | Девон Гіл і Ієн Гендрі       | 14 вересня 2018         |
| 5                 | 5                  | «Порожній трон»     | Вілли Спангсберг | Аарон Ехаз & Джастін Річмонд | 14 вересня 2018         |
| 6                 | 6                  | «Крізь лід»         | Вілли Спангсберг | Аарон Ехаз & Джастін Річмонд | 14 вересня 2018         |
| 7                 | 7                  | «Кинджал і вовк»    | Вілли Спангсберг | Девон Гіл і Ієн Гендрі       | 14 вересня 2018         |
| 8                 | 8                  | «Проклята кальдера» | Вілли Спангсберг | Аарон Ехаз & Джастін Річмонд | 14 вересня 2018         |
| 9                 | 9                  | «Wonderstorm»       | Вілли Спангсберг | Аарон Ехаз & Джастін Річмонд | 14 вересня 2018         |

### Книга 2: Небо (2019)
| № серії (загалом) | № серії (в сезоні) | Назва серії          | Режисер(и)       | Сценарист(и)                 | Оригінальна дата виходу |
| ----------------- | ------------------ | -------------------- | ---------------- | ---------------------------- | ----------------------- |
| 10                | 1                  | «Таємниця та іскра»  | Вілли Спангсберг | Аарон Ехаз & Джастін Річмонд | 15 лютого 2019          |
| 11                | 2                  | «Брехня півмісяця»   | Вілли Спангсберг | Аарон Ехаз & Джастін Річмонд | 15 лютого 2019          |
| 12                | 3                  | «Дим і дзеркала»     | Вілли Спангсберг | Девон Гіл і Ієн Гендрі       | 15 лютого 2019          |
| 13                | 4                  | «Подорож Безжальних» | Вілли Спангсберг | Ніл Мухопадбяй               | 15 лютого 2019          |
| 14                | 5                  | «Зривання печатки»   | Вілли Спангсберг | Аарон Ехаз & Джастін Річмонд | 15 лютого 2019          |
| 15                | 6                  | «Серце титана»       | Вілли Спангсберг | Аарон Ехаз & Джастін Річмонд | 15 лютого 2019          |
| 16                | 7                  | «Вогонь і лють»      | Вілли Спангсберг | Девон Гіл і Ієн Гендрі       | 15 лютого 2019          |
| 17                | 8                  | «Книга долі»         | Вілли Спангсберг | Аарон Ехаз & Джастін Річмонд | 15 лютого 2019          |
| 18                | 9                  | «Дихай»              | Вілли Спангсберг | Аарон Ехаз & Джастін Річмонд | 15 лютого 2019          |

### Книга 3: Сонце (2019)
| № серії (загалом) | № серії (в сезоні) | Назва серії            | Режисер(и)       | Сценарист(и)                 | Оригінальна дата виходу |
| ----------------- | ------------------ | ---------------------- | ---------------- | ---------------------------- | ----------------------- |
| 19                | 1                  | «Сол Регем»            | Вілли Спангсберг | Аарон Ехаз & Джастін Річмонд | 22 листопада 2019       |
| 20                | 2                  | «Корона»               | Вілли Спангсберг | Ніл Мухопадбяй               | 22 листопада 2019       |
| 21                | 3                  | «Привид»               | Вілли Спангсберг | Девон Гіл і Ієн Гендрі       | 22 листопада 2019       |
| 22                | 4                  | «Опівнічна пустеля»    | Вілли Спангсберг | Аарон Ехаз & Джастін Річмонд | 22 листопада 2019       |
| 23                | 5                  | «Герої та натхненники» | Вілли Спангсберг | Аарон Ехаз & Джастін Річмонд | 22 листопада 2019       |
| 24                | 6                  | «Грім»                 | Вілли Спангсберг | Аарон Ехаз & Джастін Річмонд | 22 листопада 2019       |
| 25                | 7                  | «Серця з попелу»       | Вілли Спангсберг | Ніл Мухопадбяй               | 22 листопада 2019       |
| 26                | 8                  | «Драконгард»           | Вілли Спангсберг | Девон Гіл і Ієн Гендрі       | 22 листопада 2019       |
| 27                | 9                  | «Остання битва»        | Вілли Спангсберг | Аарон Ехаз & Джастін Річмонд | 22 листопада 2019       |

### Книга 4: Земля (2022)
| № серії (загалом) | № серії (в сезоні) | Назва серії         | Режисер(и)        | Сценарист(и)                 | Оригінальна дата виходу |
| ----------------- | ------------------ | ------------------- | ----------------- | ---------------------------- | ----------------------- |
| 28                | 1                  | «День відродження»  | Георг Самільський | Аарон Ехаз і Джастін Річмонд | 3 листопада 2022        |
| 29                | 2                  | «Зірки, що впали»   | TBA               | TBA                          | 3 листопада 2022        |
| 30                | 3                  | «Захоплення духу»   | TBA               | TBA                          | 3 листопада 2022        |
| 31                | 4                  | «Крізь дзеркало»    | TBA               | TBA                          | 3 листопада 2022        |
| 32                | 5                  | «Великі ворота»     | TBA               | TBA                          | 3 листопада 2022        |
| 33                | 6                  | «Дрейквуд»          | TBA               | TBA                          | 3 листопада 2022        |
| 34                | 7                  | «Під поверхнею»     | TBA               | TBA                          | 3 листопада 2022        |
| 35                | 8                  | «Рекс Ігнус»        | TBA               | TBA                          | 3 листопада 2022        |
| 36                | 9                  | «Втеча з Умбра Тор» | TBA               | TBA                          | 3 листопада 2022        |

## Музика
Композитором музичного супроводу є Фредерік Відманн. В одному зі своїх інтерв'ю Фрідман зауважив, що свою роботу над музикою почав приблизно за 7-8 місяців до випуску першої серії. До цього він спілкувався з творцями фільму, обговорював музичний стиль, концепцію, натхнення, що зі слів композитора більш типово при створенні фільму за участю реальних акторів, а не анімаційного серіалу; «Класно займатися цим, ти надихає не відео, а просто дивишся на зображення ландшафтів і драконів, думаючи, як би це з звучало з музикою».
Відман зауважив, що на етапі ранніх обговорень зі сценаристами, було вирішено записати музику з участю народних інструментів. Композитор хотів передати почуття того, що «хоча дія відбувається десь у вигаданому світі, глядачі почують власне музичну спадщину». Наприклад народний інструмент опівнічних ельфів була створена за образом вірменської флейти — ціранапох, бо на думку Відмана, інструмент передає «дух старовини». Тема Рейли супроводжується шотландським способом гри на скрипці, що разом з її шотландським акцентом повинно підкреслювати Рейлу як особистість і її зв'язок з расою ельфів.

## Вихід
Вперше анонс майбутнього серіалу відбувся 11 липня 2018 року на сайті Netflix, вже тоді був зроблений особливий акцент на тому, що над серіалом працювали ті ж сценаристи, що і над серіалом «Аватар». 21 липня показали перший трейлер мультсеріалу, 4 вересня — другий трейлер. Вже тоді деякі новинні сайти висловлювали своє невдоволення щодо низької якості анімації серіалу. Вихід серіалу відбувся 14 вересня 2018 року.
Незважаючи на те, що серіал досить тепло сприйняла публіка, його головним провалом став не скільки слабо опрацьований сетинґ, а неякісна анімація. Творці серіалу пообіцяли, що працюючи над другим сезоном, особливу увагу приділять анімації і постараються включити в неї більше 2D-елементів, а також підвищити частоту кадрів. Також Джастін Річмонд повідомив сайту Polygon, що заплановано розробку гри за мотивами серіалу, гра не буде слідувати сюжету серіалу, проте розкриє ширше всесвіт «Принца-дракона».
У жовтні 2018 року було офіційно підтверджено, що до виходу в 2019 році заплановано другий сезон.
У березні 2023 року було опубліковано зображення тизера п'ятого сегону «Океан» та повідомлено про прем'єру влітку 2023 року.